# Henry Austin Dobson
Henry Austin Dobson (ur. 18 stycznia 1840, zm. 2 września 1921 w Ealing) – poeta angielski, przedstawiciel parnasizmu. Austin Dobson, bo takiej skróconej formy jego imienia i nazwiska się powszechnie używa, w swojej twórczości reaktywował dawne formy wiersza, w szczególności układy stroficzne, jak ballada francuska, rondo, rondel, triolet i villanella. Naśladował w tym współczesnych sobie poetów francuskich, w tym zwłaszcza Theodore de Banville. Pisał też sonety. W 1902 roku poeta otrzymał doktorat honoris causa Uniwersytetu Edynburskiego.